# 이홍구 (양궁 선수)
이홍구(1965년 8월 18일~)는 대한민국의 양궁 선수이다. 2008년 제13회 베이징 장애인올림픽 양궁 남자 단체전 금메달 및 2008년 IPC 아시아 오세아니아선수권대회 양궁 남자 개인전 은메달을 획득했다.